# アイスランドガイ
アイスランドガイ (Arctica islandica) は、マルスダレガイ目に属する二枚貝の1種。

## 概要
アイスランドガイは北大西洋沿岸地域では一般的な食用二枚貝であり、商業的に捕獲されている。このため「海ホンビノスガイ (Ocean quahog)」の他、「黒ハマグリ (Black clam)」、「黒ホンビノスガイ (Black quahog)」、「マホガニーハマグリ (Mahogany clam)」、「マホガニーホンビノスガイ (Mahogany quahog)」など様々な異称が存在する。
しかし、異称の由来で形態の似るハマグリ (Meretrix lusoria) やホンビノスガイ (Mercenaria mercenaria) はマルスレダレガイ上科マルスダレガイ科に属するが、本種はアイスランドガイ上科アイスランドガイ科に属する全くの別種である。形態もよく見ると異なり、アイスランドガイはより丸っこく、貝殻の外側の色は通常黒い。また、貝殻の内側に外套膜を持っていない。貝殻は5cm以上に成長する。また、ハマグリやホンビノスガイが潮間帯に生息するが、アイスランドガイは潮下帯に生息する。
また、アイスランドガイはアイスランドガイ属に属する唯一の現生種である。

## 寿命と研究
アイスランドガイは非常に長生きな事で知られている種である。最も長い記録は8.6cmの個体で507歳というものがあり、これは動物の中では最も長生きした個体ではないかと考えられている。この個体は、中国の王朝の1つに因み「明」(Ming)と名付けられている。明は2006年にバンガー大学のジェームズ・スコースらの研究チームによってアイスランドの大陸棚で採集された。貝殻には成長に伴って木の年輪に相当する模様が生じるため、その本数を数える事により年齢が推定できる。この際に推定された年齢は405歳から410歳であり、1982年にアメリカの海域で捕獲された220歳のアイスランドガイを上回った。この記録はギネス世界記録にも掲載された。しかし、2012年に改めてこの個体の年輪を数え、放射性炭素年代測定法も組み合わせて調べた結果、507歳であることが判明した。即ち、明は当初考えられていた物より100年以上古い、1499年生まれであることが分かった。年齢が100歳以上も訂正されたのは、細かい部分の年輪が数えづらい事に原因があった。
アイスランドガイの年輪は古気候の推定に利用されている。アイスランドガイは4歳から192歳の複数の個体を調べた結果、誕生から25年間以外は、少なくとも150年間にわたって安定した成長を維持し、老化の影響も無視できるほど小さいことが知られているため、年輪の幅を用いた海水温の変化を調べるには都合がよいのである。この種の研究の歴史は古く、1868年には374歳の個体の年輪が調べられ、1550年から1620年と1765年と1780年に発生したと見られる小氷期と、1815年に起きたタンボラ山の大噴火の影響による地球の平均気温の低下が反映されていた事が確認されている。なお、この374歳という記録は先述のギネス世界記録において掲載されておらず、非公式記録として扱われている。なお、北大西洋においては500年も遡って研究できる資料はアイスランドガイ以外には発見されていないという。

## 利用
食用として、主に缶詰として加工された上でクラムチャウダーの具材になるほか、アメリカのロードアイランド州などではアイスランドガイを白ワイン蒸しにするほか、ほかの具材とともに細かく刻んでパン粉焼きにするスタッフィーズと称す料理がある。
日本ではほぼ無名の貝であるが、大手回転寿司チェーンのスシローが2024年9月に国内で初めて寿司ネタとして期間限定で導入し、売れ行きが好調であったことから、同年10月よりグランドメニューに導入されている。生食で寿司ネタとして利用するには漁獲後に漁船上で殻を取ってむき身にし、異物を除去し、内臓を除去して洗浄してからスチーム・ブランチングという軽い湯通しのような処理をして、凍結処理することが重要である。水産会社によれば、こうした工程上のフローがクリアされた上で出荷可能になったという。味はハマグリに似ているとされる。